# Popis:Izolirani, neklasificirani, miješani, kreolski, znakovni, pidžinski i umjetni jezici
- Jezične porodice i jezici: Afrazijski jezici – Austroazijski jezici
- Jezične porodice i jezici: Austronezijski jezici – Indijanski jezici
- Jezične porodice i jezici: Indoeuropski jezici – Nigersko-kongoanski jezici
- Jezične porodice i jezici: Nilsko-saharski jezici – Uralsko-altajski jezici
- izolirani, neklasificirani, miješani, kreolski, znakovni, pidžinski i umjetni jezici
- Jezične porodice i jezici: Dodatak

## Ostali jezici

### Izolirani jezici
(40): abinomn, abun (nekad klasificiran zapadnopapuanskoj porodici), ainu, andoque, burushaski, camsá, candoshi-shapra, canichana, cayubaba, centúúm, elseng, gilyak, hatam (nekad klasificiran zapadnopapuanskoj porodici), itonama, karkar-yuri, kibiri, korejski, kutenai, leco, massep, movima, mpur (nekad klasificiran zapadnopapuanskoj porodicizapadnopapuanski jezici[neaktivna poveznica]), muniche, nihali, odiai, páez, pankararú, puelche, puinave, taiap, taushiro, ticuna, tinigua, tol, trumaí, tsimané, tuxá, urarina, waorani, warao, yale, yámana, yuchi, yuracare, zuni; 
baskijski (danas baskijska porodica); drevni jezici: etruščanski; sumerski.

### Kreolski jezici
(82; prije 86): afroseminolski kreolski, amapá kreolski, andamanski kreolski, angolar, antigvanski i barbudski kreolski engleski ili Kokoy kreolski engleski, kreoski, aukan, baba (baba malajski), babalia, bahamski kreolski, bajan, bende (san andrés kreolski), berbice kreolski nizozemski, betawi, bislama, cafundo kreolski, chavacano, cutchi-swahili, fa d'ambu, fernando po kreolski, gijanski kreolski, gornjogvinejski crioulo (kiryol), grenadski kreolski, gullah, gvadalupski kreolski (kreyol), gvajanski kreolski, haićanski kreolski, havajski kreolski, indoportugalski, jamajkanski kreolski, kabuverdianu, kamerunski pidžin, karipúna kreolski (crioulo, kikongo-kutuba, korlai kreolski, krio, kriol (belize kriol), kupang malajski, kwinti, lujzijanski kreolski, lun'gwiye, macao kreolski, malakanski malajski (chitties kreolski), malayu ambonski (ambong), manado malajski, morisyen, munukutuba (kikoongo), naga pidžin, negerhollands, ngatikese, nigerijski pidžin, nikaragvanski kreolski, nubi, oorlams, palenquero, papia kristang (malakanski kreolski portugalski), papiamentu, peranakan, petjo, pijin (solomonski pidžin), pitkernski, réunionski kreolski, riverain sango, roper-bamyili kreolski (kriol), san miguel kreolski, sango, sãotomense, saramaccan, seselwa kreolski (sejšelski kreolski), skepi kreolski nizozemski, sranan, sudanski kreolski, svetolucijski kreolski, šrilankanski kreolski, tayo, ternateño, tetun dili, timorski pidžin, tobagoški kreolski, tok pisin, torres strait kreolski, trinidadski kreolski, tsotsitaal, turks i caicos kreolski, unserdeutsch, vincentski kreolski, virgin islands kreolski; 
banda malajski (danas se vodi pod malajske jezike),

### Miješani jezici
(21): angloromski, callawalla, caló (gitanski), camtho, e, jeniški (yeniche, jenisch, yenishe), kaqchikel-k'iche', lomavren, malavijski lomwe (nguru, anguru), mbugu, media lengua, mednyj aleutski, michif, nguluwan, norveški putnički, romski grčki (romika, helenoromski), romski srpski, rotwelsch (rodi), shelta, tagdal, tavringerski romski, wutunhua.

### Neklasificirani jezici
(73; prije 78): aariya, abishira, agavotaguerra, aguano, amerax, amikoana, andh, arára do mato grosso, beothuk, betaf, bhatola, bung, cagua, carabayo, chak, chipiajes, coxima, doso, gail, himarimã, iapama, imeraguen, kaimbé, kamba, kambiwá, kapinawá, kara, karahawyana, karirí-xocó, kehu, kembra, kohoroxitari, korubo, kujarge, kunza, laal, langay, lenca, lepki, lufu, luo, majhwar, malakhel, mawa, miarrã, molof, monimbo, mukha-dora, murkim, ná-meo, namla, natagaimas, pankararé, papavô, pataxó-hãhaãi, pijao, polari, pumé, puquina, quinqui, rer bare, škotski cant, tapeba, tingui-boto, tofanma, tremembé, truká, turumsa, uamué, uru-pa-in, usku, wakoná, warduji, wasu, waxianghua, weyto, xinca, xukurú, yarí, yauma, yeni, yuwana; 
Drevni jezici: hatski; kaškejski, meroitski; Izumrli jezici: beothuk

### Znakovni jezici
(3): Znakovni jezik prerijskih Indijanaca; znakovni jezik australskih Aboridžina; Samostanski znakovni jezik.

### Pidžin
(18): barikanchi, broom kreolski (broome pearling lugger pidgin), fanagalo, gibanawa, hiri motu, iha based pidgin, kineski pidgin engleski, liberijski engleski, lingua franca, maskoy pidgin, mobilian, ndyuka-trio pidgin, nefamese, onin based pidgin, pidgin delaware, settla, tay boi; russenorsk

### Umjetni jezici
(16): brithenig [bzt], dutton world speedwords [dws], esperanto [epo], europanto [eur], ido [ido], interglossa [igs], interlingua [ina], klingonski [tlh], lojban [jbo], láadan [ldn], novial [nov], occidental [occ] (estonija), quenya ili high elven [qya], romanova [rmv], sindarin [sjn] i volapük [vol][1].

## Dodatak: Popis jezika koji su izgubili status
Vidi

### Nestali jezici
a) Drevni jezici: avesta, elamski, etruščanski, fenički, galaćanski, geez, gotski, hatski, hurijski, staroslavenski, sumerski, trački, urartski.
b) Povijesni jezici: srednjoarmenski, staroengleski, starogrčki.
c) Izumrli jezici: bolgarski,

### Novopriznati jezici
2007: andai [afd], hunsrik [hrx], Nanubae [afk], Tapei [afp], vilamovski[wym],

## Vanjske poveznice
- Ethnologue: Fourteenth Edition Language family index (14th)
- Ethnologue language family index (15th)
- Ethnologue language family index (16th)
- The LLOW-database  Arhivirana inačica izvorne stranice od 16. siječnja 2010. (Wayback Machine)
- The Linguist List  Arhivirana inačica izvorne stranice od 30. ožujka 2009. (Wayback Machine)